# Шатнево (Владимирская область)
Шатнево — деревня в Вязниковском районе Владимирской области России, входит в состав муниципального образования «Посёлок Никологоры».

## География
Деревня расположена в 6 км на юго-запад от центра поселения рабочего посёлка Никологоры и в 25 км на юго-запад от райцентра Вязников.

## История
В XIX и первой четверти XX века деревня входила в состав Воскресенской волости Судогодского уезда. В 1859 году в деревне числилось 20 дворов, в 1905 году — 41 двор.
В 1912 году в деревне была открыта земская школа, в 1980 году построено новое здание восьмилетней школы.
С 1929 года деревня входила в состав Харинского сельсовета Вязниковского района, с 1935 года — Никологорского района, с 1965 года — центр Шатневского сельсовета Вязниковского района.

## Население
| 1859 | 1905 | 1926 | 2002 | 2010 | 2021 |
| ---- | ---- | ---- | ---- | ---- | ---- |
| 238  | ↘236 | ↗291 | ↗466 | ↘464 | ↘278 |

## Инфраструктура
В деревне имеются Шатневская начальная общеобразовательная школа, фельдшерско-акушерский пункт, сельский клуб, отделение федеральной почтовой связи.